# هيساكو ماتسوبارا
هيساكو ماتسوبارا (باليابانية: 松原久子) (21 مايو 1935، كيوتو في اليابان)؛ مؤلِّفة، كاتِبة مسرحية، ناقدة، مؤلفة وروائية يابانية.

## روابط خارجية
- هيساكو ماتسوبارا على موقع مونزينجر (الألمانية)